# 三乙酰基甲烷
三乙酰基甲烷是一种有机化合物，化学式为HC(C(O)CH
3)
3。它是无色液体，可溶于有机溶剂以及碱的水溶液中。它能形成烯醇阴离子。它可以和一系列金属形成配位化合物。